# فارس كوتين
ريدر فان كوتين (من مواليد 1 ديسمبر 1997) هو ممثل ومغني وراقص ومقدم وعارضة أزياء هولندي.

## تعليم
أكمل فان كوتين التعليم الثانوي العام في عام 2015 في كلية فاثورست في أمرسفورت. قبل ذلك ، كان نشطًا بالفعل كممثل. منذ عام 2007 ، تلقى دروسًا موسيقية في مدرسة الفنون ومن عام 2009 في مدرسة المسرح دي سبرينج بلانك ، وكلاهما في أمرسفورت. من عام 2011 إلى عام 2013 ، التحق بالتعليم التمهيدي في أكاديمية الرقص لوسيا مارثاس. في عام 2015 التحق بالتعليم الثانوي الفني (فن العلوم الإنسانية) في أنتويرب.

## روابط خارجية
- فارس كوتين في قاعدة بيانات الأفلام على الإنترنت
- riddervankooten.nl
- فارس كوتين على إنستغرام